# 菲林斯多夫
菲林斯多夫是瑞士的城鎮，位於該國北部，由巴塞爾鄉村州負責管轄，面積4.61平方公里，海拔高度340米，2012年人口4,334，四成半人口信奉羅馬天主教，人口密度每平方公里940人。

## 外部連結
- Official website （页面存档备份，存于） （德文）